# Rosanna Fellman
Rosanna Fellman, född 20 december 1995 i Jakobstad, är en finlandssvensk estradpoet och skribent. 

## Biografi
Fellman är uppväxt i Jakobstad men numera bosatt i Åbo där hon studerar litteraturvetenskap vid Åbo Akademi. Hennes poesi är influerad av spoken word och den samtida samhällsdebatten. Förutom scenpoesi skriver hon även litteraturkritik och kolumner.
Fellman fick första pris i Arvid Mörne-tävlingen år 2018 för sin självbiografiskt inspirerade diktsvit Störd. Hösten 2019 debuterade hon med diktsamlingen Strömsöborna som behandlar autism och så kallad normalitet via ett uppriktigt, roligt och skickligt språk. I december 2019 belönades Fellman med kulturpriset Vimma 2019 för Strömsöborna.
Sommaren 2019 var Fellman sommarpratare i Yle Vega.